# Christian z Oliwy
Christian z Oliwy, O.Cist. (asi 1180 – 4. prosince 1245) byl polský římskokatolický duchovní, člen cisterciáckého řádu, pozdější opat a misijní biskup v Prusku.

## Život
V mládí vstoupil do cisterciáckého řádu v opatství Kołbacz, odkud později přešel do opatství Oliwa, což byla kołbaczská filiace (založená roku 1188). Od tohoto kláštera také převzal své přízvisko. Od roku 1209 působil jako misionář mezi doposud pohanskými Prusy. V letech 1210-1215 byl opatem kláštera Zantyr nedaleko Malborka.
Roku 1215 (dle jiných zdrojů 1216) Christiana papež Inocenc III. jmenoval misijním biskupem pro Prusko, a sám mu udělil biskupské svěcení. V Prusku docházelo k násilnostem. Na Christianův podnět proto papež Honorius III. roku 1217 vyhlásil proti pohanským prusům křížovou výpravu. V roce 1228 inicioval Christian vznik Řádu dobřínských rytířů. Od roku 1231 měl Christian pokračovat ve své biskupské službě v nově zřízeném biskupství Pelpliń. Roku 1233 byl Prusy zajat a vězněn až do roku 1238.
Misijním biskupem pro Prusy se stal v roce 1240 jiný cisterciák – Slávek, potomek českého šlechtického rodu Hrabišiců a v letech 1234-1239 opat v severočeském Oseku. V roce 1245 se Christian účastnil I. lyonského koncilu. Po návratu se uchýlil do kláštera v Sulejowě, a zakrátko zde zemřel.